# Andrew J. May

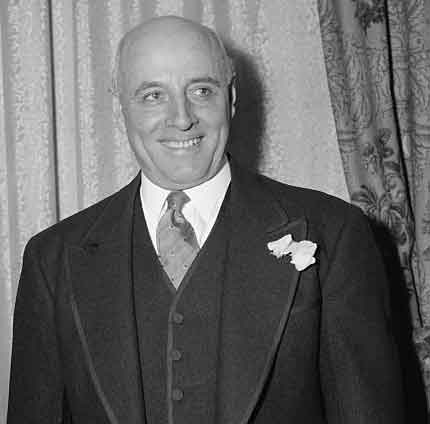
Andrew J. May

Andrew Jackson May (* 24. Juni 1875 bei Langley, Floyd County, Kentucky; † 6. September 1959 in Prestonsburg, Kentucky) war ein US-amerikanischer Politiker. Zwischen 1931 und 1947 vertrat er den Bundesstaat Kentucky im US-Repräsentantenhaus.

## Werdegang
Andrew May besuchte die öffentlichen Schulen seiner Heimat. Danach unterrichtete er selbst fünf Jahre lang als Lehrer. Nach einem anschließenden Jurastudium an der Southern Normal University und seiner 1898 erfolgten Zulassung als Rechtsanwalt begann er in Prestonsburg in diesem Beruf zu arbeiten. Zwischen 1901 und 1909 war er Staatsanwalt im Floyd County. In den Jahren 1925 und 1926 war er als Richter tätig. Außerdem wurde er in der Landwirtschaft, im Bankwesen und im Kohlebergbau tätig.
Politisch wurde May Mitglied der Demokratischen Partei. Bei den Kongresswahlen des Jahres 1930 wurde er im zehnten Wahlbezirk von Kentucky in das US-Repräsentantenhaus in Washington, D.C. gewählt, wo er am 4. März 1931 die Nachfolge von Katherine G. Langley antrat. Da sein Distrikt bereits für die nächsten Wahlen aufgelöst wurde, kandidierte May seit 1932 im siebten Wahlbezirk. Nach der erfolgreichen Wahl löste er am 4. März 1933 Virgil Chapman ab, der diesen Distrikt bis dahin im Kongress vertreten hatte. Da er bei den sechs folgenden Wahlen jeweils bestätigt wurde, konnte May bis zum 3. Januar 1947 im US-Repräsentantenhaus verbleiben. Insgesamt absolvierte er dort zwischen 1931 und 1947 acht Legislaturperioden. Zwischen 1939 und 1947 war er Vorsitzender des Militärausschusses. Während seiner Zeit im Kongress wurden dort ab 1933 die New-Deal-Gesetze der Bundesregierung unter Präsident Franklin D. Roosevelt verabschiedet. Seit 1941 war auch die Arbeit des Kongresses von den Ereignissen des Zweiten Weltkrieges und dessen Folgen bestimmt.
Bei den Wahlen des Jahres 1946 unterlag er dem Republikaner Wendell H. Meade. Bald darauf geriet er wegen Korruption im Amt in die Schlagzeilen. Dabei ging es um Bestechungen im Zusammenhang mit der Vergabe von Verträgen zur Herstellung von Munition während des Krieges. May wurde verurteilt und verbrachte neun Monate im Gefängnis. 1952 wurde er von Präsident Harry S. Truman begnadigt. In den folgenden Jahren bis zu seinem Tod im Jahr 1959 praktizierte May wieder als Anwalt.